# Герман (Полизоидис)
Митрополи́т Ге́рман (греч. Μητροπολίτης Γερμανός в миру Ипокра́тис Полизои́дис, греч. Ἱπποκράτης Πολυζωίδης, англ. Hipocrates John Polyzoides; 1898, Халкидон, Стамбул — 13 июля 1993, Куинс, Нью-Йорк) — епископ Константинопольской православной церкви, титулярный митрополит Иерапольский (1962—1993).

## Биография
Родился в 1987 или в 1898 году в Халкидоне (ныне — район Стамбула Кадыкёй) в Османской империи.
В 1919 году окончил Халкинскую богословскую школу, где был рукоположен в сан диакона. В 1920 году продолжил обучение в Нью-Йоркском университете.
Принимал деятельное участие в формировании греческой епархиальной структуры в США — на уставных документах об основании Американской архиепископии, учреждённой архиепископом Афинским Мелетием (Матексакисом), стоит также подпись архидиакона Германа (Полизоидиса).
В 1927 году митрополит Александр (Димоглу) рукоположил его в сан пресвитера и назначил для совершения богослужений в церковь святого Димитрия в Астории.
27 января 1928 году был избран на Австралийскую кафедру, но избрание не было утверждено, и хиротония во епископа не состоялась.
В 1931 году архиепископом Афинагором (Спиру) был возведён в достоинство архимандрита, а в 1937 году назначен в состав первых шести преподавателей новооткрытой богословской школы Святого Креста в Помфрете, штат Коннектикут.
30 ноября 1941 года в кафедральном соборе Святой Троицы в Нью-Йорке хиротонисан в сан епископа Нисского. Хиротонию совершили архиепископ Афинагор, епископ Бостонский Афинагор (Кавадас), епископ Сан-Францисский Ириней (Цурунакис), епископ Евкарпийский Богдан (Шпилька) и епископ Гродненский Савва (Советов).
После Второй мировой войны назначен руководить Восьмым округом Американской архиепископии с центром в Шарлотте, а позднее вернулся в Нью-Йорк в качестве редактора греческого церковного журнала «The Orthodox Observer».
После кончины в 1958 году архиепископа Михаила (Константинидиса), был местоблюстителем архиепископского престола до выборов в 1959 году нового главы архиепископии — митрополита Иакова (Кукузиса).
Решением Священного Синода Константинопольского патриархата от 17 апреля 1962 года за многолетнюю деятельную службу на благо Американской архиепископии, был возведён в достоинство титулярного митрополита Иерапольского.
В 1963 году вышел на покой, но продолжал в меру сил и возможностей участвовать в жизни Американской архиепископии. Скончался 13 июля 1993 года в Астории, в Нью-Йорке.

## Книги
- Πρέπει να υποφέρωμεν; Νέα Υόρκη : [χ.ε.], 1924.
- Πώς είδα την Μόσχαν και τον κομμουνισμόν της. Νέα Υόρκη : [χ.ε.], 1927.
- Θρησκευτικόν αναγνωστικόν της ιστορίας της Παλαιάς Διαθήκης [1942, 4η Έκδοση]
- «Catechism of the Eastern Orthodox Church: A Sunday School Primer». D.C. Divry, NY. 1950
- Anagnōstikon tēs archaias hellēnikēs historias : a reader of anchient Greek history. Me agglikon lexilogion. New York : Divry, 1957
- «What We See and Hear in an Eastern Orthodox Church». NY: D.C. Divry, 1961. 92p.
- «Ancient Greek history» D.C. Divry. 1967
- «The history and teachings of the Eastern Greek Orthodox church». D. C. Divry. 1969
- Η έννοια της κοινωνίας κατά την χριστιανικήν κοινωνιολογίαν. Αθήναι : [χ.ε.], 1971.
- «Ἱστοριούλες γιά μικρούς καί μεγάλους». Ἀθῆναι: Μητρόπολη Μεγάρων καί Σαλαμίνος, 1980